# 家 (公視電視劇)
《家》是公共電視文化事業基金會（公視）在2003年5月19日起播出的連續劇，由張美瑤、梁修身、雷洪、霍正奇、劉至翰、張瓊姿等主演，導演李岳峰。這也是繼《後山日先照》之後，李岳峰再次擔任製作與導演的公視電視劇。

## 演員陣容

### 林家
| 演員                | 角色   | 角色介紹 |
| 張美瑤              | 林彩鳳 | 太郎的妻子。年齡比太郎稍長，自幼被送到林家做童養媳，成年後與林太郎成親，育有獨子林武雄。在林家發生諸多變故與紛爭的過程中，每每扮演慈善智慧的長者角色，典型的「顧家、持家」傳統台灣婦女。                                           |
| 梁修身              | 林太郎 | 彩鳳的丈夫。年輕時放蕩風流、離家出走，足跡踏遍日本與中國，多年後落魄返回家鄉，卻因兒子武雄拒絕諒解，而無法回家團圓。後來為拯救被押入軍營的武雄而冒死頂罪，父子牽連經此事件後盡棄前嫌。                                             |
| 霍正奇              | 林武雄 | 彩鳳和太郎的獨子。幼時在一次父母爭吵中，被父親推撞重傷，從此變成聾啞人。因緣際會下遇到長相酷似亡妻美珠（未在劇中露臉）的香梅，因此對梁家母子頗有好感。因陪同香梅兒子國賓至靶場放風箏而意外身亡，使得林、梁兩家從此結仇，分離兩地。 |
| 雷洪                | 林正義 | 太郎的堂哥，福來的父親。以寄藥包為業，閒暇喜好與鄉親演奏北管，在太郎離家出走後，為保住林家祖厝而變賣家產。不滿兒子福來遊手好閒，父子經常爭吵。對彩鳳懷有情愫，臨死前才對彩鳳吐露真情。                                             |
| 吳鈴山              | 林福來 | 正義的獨子。年輕時遊手好閒，經常製造事端，最後被父親逐出家門。出獄後返回林家，卻見不到已病故的父親最後一面，在深感自責懊悔，與彩鳳和太郎的開導下，逐漸改邪歸正。                                                                   |
| 何豪傑              | 土虱   | 自幼被彩鳳收養的養子。與武雄一起製作練炭為業，兩人如親兄弟，也因為只有他懂武雄的手語，很自然成為武雄的代言人，個性善良詼諧的可愛小人物。                                                                                           |
| 劉至翰 童年：林彥辰 | 林聰敏 | 武雄的大兒子，月女的哥哥。幼時認識了寄住在林家的梁靜誼，而產生青梅竹馬的感情。成年後二人重逢相戀，卻遭到雙方家庭激烈反對。 |
| 李燕 童年：尤姿雅   | 林月女 | 武雄的小女兒，聰敏的妹妹。自幼與聰敏感情親密，在聰敏與靜誼陷入熱戀，卻遭到雙方家長反對之時，成了唯一能暗中幫助聰敏的人。 |
| 謝瓊煖              | 蔡春桃 | 土虱的太太。個性多舌，經常頂撞家族長輩，但做家事尚稱勤快。 |
| 林囿成              | 林聰吉 | 土虱與春桃的兒子。 |

### 梁家
| 演員                | 角色     | 角色介紹 |
| 張瓊姿              | 許香梅   | 繡荷的媳婦，丈夫為擔任飛官的梁成軍（未在劇中露臉）。攜帶一對子女與婆婆渡海至台灣，得知丈夫失事後頓失依靠，但仍不辭辛苦照顧家中老小，在梁家扮演堅強的母性角色。 |
| 梁家榕 童年：許翠雪 | 梁靜誼   | 香梅的大女兒，國賓的姐姐。幼時隨母親渡海來台，寄住林家，與聰敏發展出青梅竹馬的感情，成年後二人重逢相戀，卻引發兩家衝突。                                       |
| 高志宏 童年：黃俊霖 | 梁國賓   | 香梅的小兒子，靜誼的弟弟。對武雄意外身亡的陰影揮之不去，長大後一度成為太保，後經父親好友陳臨的開導而報考軍校。                                                 |
|                     | 梁張繡荷 | 香梅之婆婆。個性高傲，雖在戰亂中來台避難，但台灣在她心裡只是暫時居住的地方，不是她的「家」。後來歷經一連串變故，而逐漸改變心態。                               |

### 其他
| 演員   | 角色   | 角色介紹 |
| 楊瓊華 | 張寶玉 | 林家的鄰居，在市場賣菜、賣粥為業，因為愛慕武雄，經常到林家雜貨店買東西接近武雄，但武雄不想耽誤她的青春而經常故意給她難堪，讓她極為沮喪。   |
| 和家馨 | 孔蕙心 | 與父親逃難到台灣的外省女孩。父親來台後不幸身亡，幸得老蔣即時相助，而對老蔣產生情意。後來為了謀生而在舞廳、茶室工作，但對老蔣一直念念不忘。 |
| 丁華寵 | 蔣得勝 | 人稱「老蔣」。最初與建成一起在煤礦場工作，因為拯救溺水的月女，而被邀請住進林家。在一次礦坑意外中瘸了一條腿，從此意志消沈，直到與蕙心重逢。 |
| 林鴻翔 | 陳建成 | 老蔣的同鄉好友。喜歡蕙心，但蕙心愛的是老蔣，因此偷走老蔣的金條不告而別，多年後幫助老蔣和蕙心成婚。                                         |
| 劉越逖 | 陳臨   | 梁成軍的軍中袍澤。梁成軍失事殉職後，給予梁家諸多協助，後來開導國賓報考軍校繼承父志。                                                       |
| 鍾佳蓁 | 鼓吹嫂 | 寶玉的嫂嫂。個性多舌，愛慕林正義。 |
| 龍天翔 | 王光明 | 香梅的房東。金盆洗手的流氓，愛慕香梅。 |
| 陳萬號 | 黑仔   | 黑道老大，福來的債主。後來受彩鳳感動，而認彩鳳當乾媽。                                                                                     |
| 陳妍安 | 蔡秋菊 | 春桃的妹妹。因為福來繼承林家祖厝，春桃刻意安排秋菊住進林家，藉機親近福來。                                                                 |
| 官家宇 | 陳文正 | 月女的男友，與月女論及婚嫁。 |
| 童毅軍 | 阿童   | 與蕙心在茶店認識的熟客，真心喜愛蕙心。 |

## 主題曲
| 曲序 | 曲目                 |              | 作曲   | 编曲   | 演唱   |
| ---- | -------------------- | ------------ | ------ | ------ | ------ |
| 1.   | 這邊那邊（片頭曲）   | 何啟弘       | 伍思凱 | 伍思凱 | 伍思凱 |
| 2.   | 留給你的窗（片尾曲） | 姚謙、李焯雄 | 伍思凱 | 伍思凱 | 伍思凱 |

## 獎項紀錄
- 第38屆金鐘獎

| 獎項             | 入圍/得獎者    | 結果 |
| 戲劇節目連續劇獎 | 家             | 提名 |
| 連續劇男主角獎   | 梁修身         | 獲獎 |
| 連續劇男主角獎   | 霍正奇         | 提名 |
| 連續劇女主角獎   | 張美瑤         | 提名 |
| 連續劇男配角獎   | 雷洪           | 獲獎 |
| 連續劇男配角獎   | 吳鈴山         | 提名 |
| 連續劇導演獎     | 李岳峰         | 提名 |
| 連續劇編劇獎     | 李忠河         | 提名 |
| 美術指導獎       | 王詩水、洪明成 | 提名 |

## 拍攝場景
- 林口頂福村（林家三合院主場景）
- 基隆港務大樓
- 台灣煤礦博物館

## 電視節目的變遷
- 《家》公視官方網站
- 互联网电影数据库（IMDb）上《家》的资料（英文）

（页面存档备份，存于）
| 中華民國 公視 每週一至週五 20:00 - 21:00 | 中華民國 公視 每週一至週五 20:00 - 21:00 | 中華民國 公視 每週一至週五 20:00 - 21:00 |
| ---------------------------------------- | ---------------------------------------- | ---------------------------------------- |
|                                          | 家 （2003年5月19日－2003年6月13日）      |                                          |
| 孽子                                     | 赴宴                                     |                                          |

| 中華民國 華視 每週一至週五 20:00 - 22:00    | 中華民國 華視 每週一至週五 20:00 - 22:00     | 中華民國 華視 每週一至週五 20:00 - 22:00 |
| ------------------------------------------- | -------------------------------------------- | ---------------------------------------- |
|                                             | 家 （2017年10月9日－2017年10月23日）         |                                          |
| 後山日先照 （2017年9月21日－2017年10月8日） | 春風愛河邊 （2017年10月24日－2018年1月15日） |                                          |